# مصافعة
المصافعة (بالإنجليزية: Slapboxing)‏ هي نشاط بدني تشبه الملاكمة إلى حد ما، حيث يتم استخدام الأيادي المفتوحة للصفع بدلًا من قبضة اليد للملاكمة. فهي شكل من أشكال فنون القتال شبه العسكرية، وعادة ما تمارس بطريقة غير رسمية، أو في حال عدم توفر واقيات اليد للملاكمة. وهي هواية شعبية في بعض الدوائر، وعموما لا تعتبر رياضة تنافسية، بل لعبة للتدريب. تساعد على تحسين خفة الحركة، والتنسيق بين اليد والعين.